# Miralsot
Miralsot (coneguda localment com a Les Casetes) és una localitat de l'Aragó de parla catalana situada a la Franja de Ponent, a l'extrem sud-est de la província d'Osca, en l'últim tram de la Vall del Cinca. Pertany al municipi de Fraga. Al 2011 tenia 280 habitants, que reben el malnom popular de raboses.